# 神戸外国倶楽部

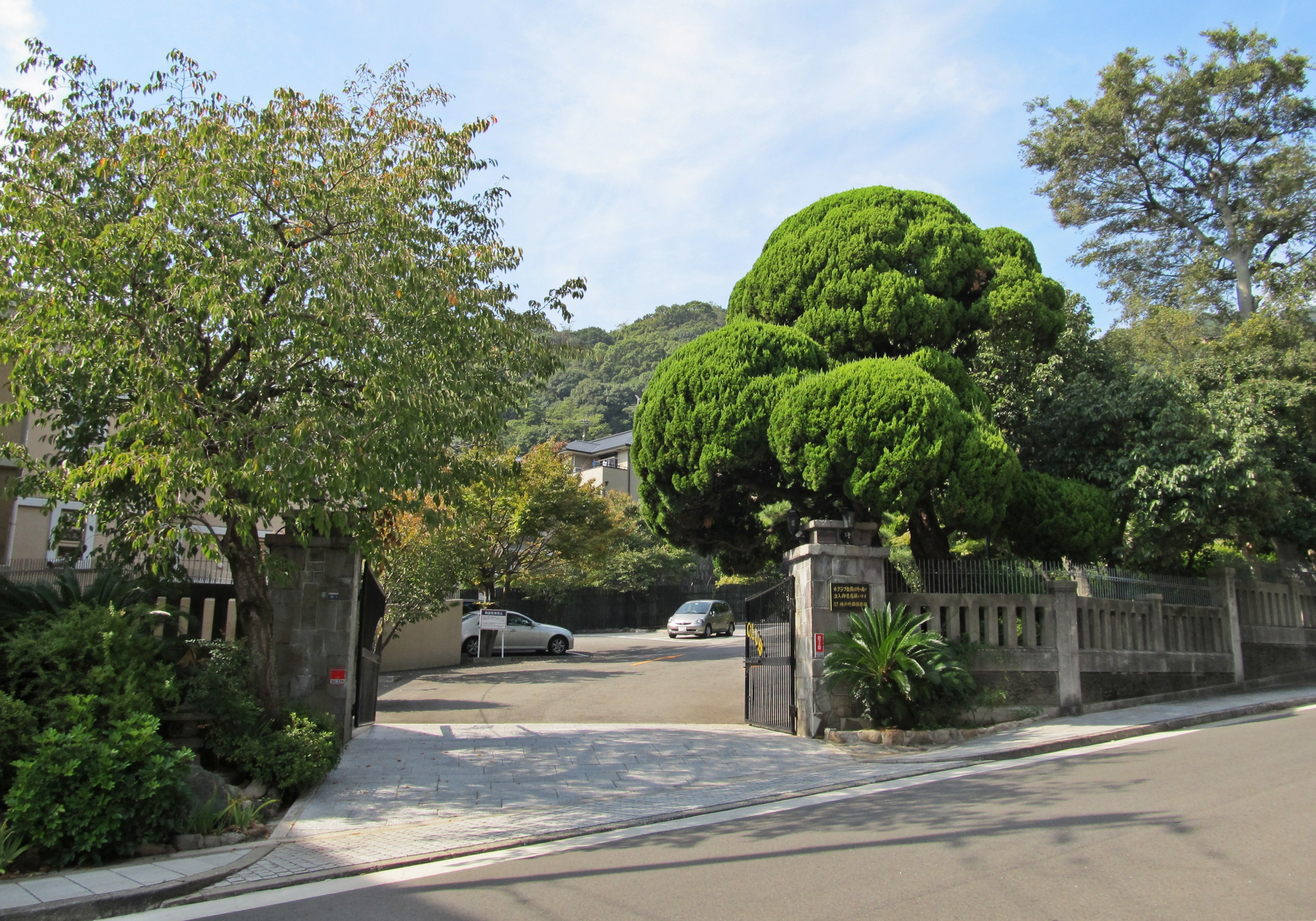
神戸外国倶楽部

神戸外国倶楽部（こうべがいこくくらぶ、英: Kobe Club）は、兵庫県神戸市に本拠を置く、会員制社交クラブ。関西地区在住の外国人の相互交流を目的とする。

## 概要

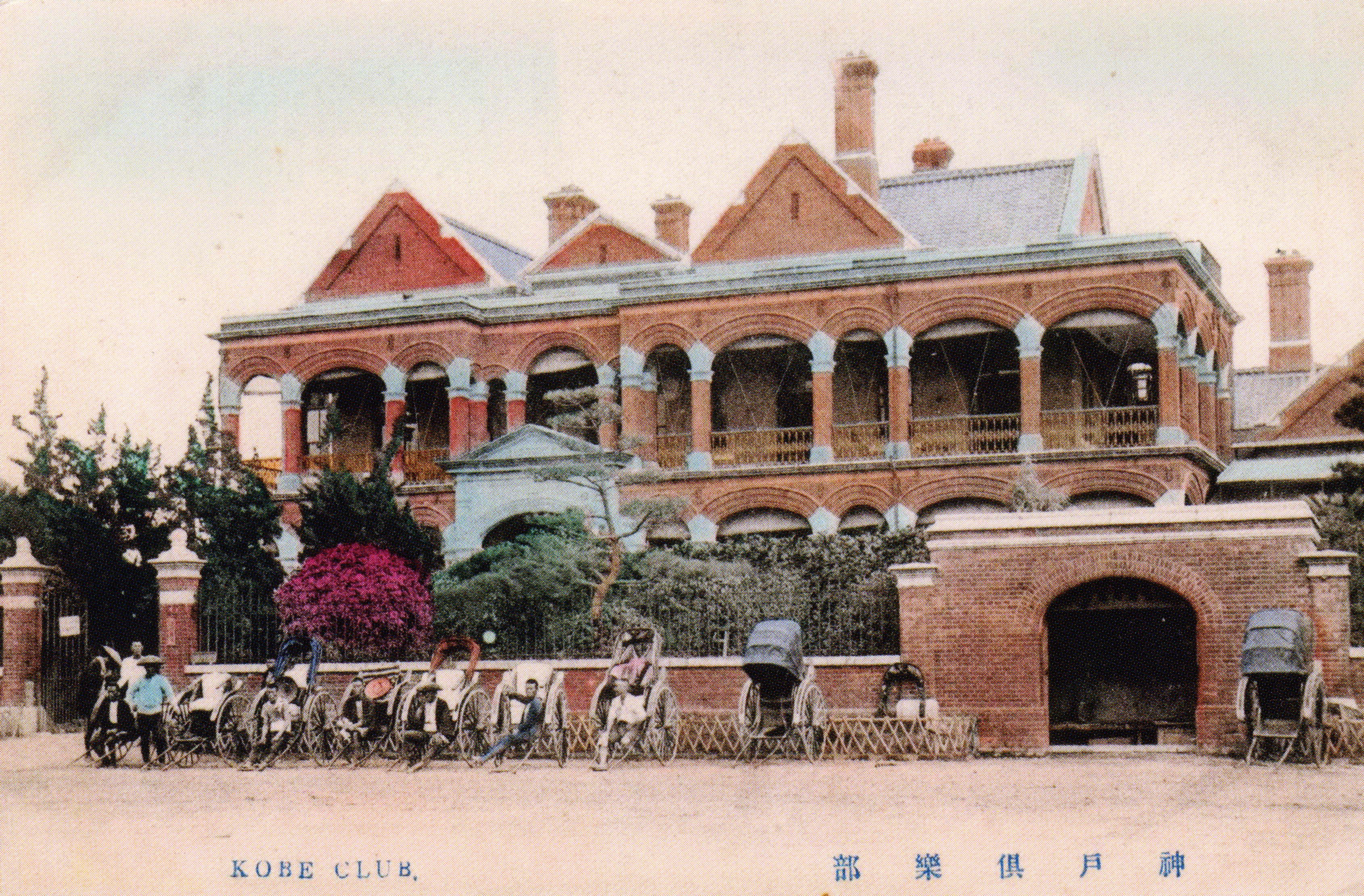
1890年（明治23年）竣工の倶楽部施設

1869年5月5日（明治2年3月24日）に、神戸外国人居留地に居留するアメリカ人とイギリス人が中心となって設立された社交クラブ、ユニオンクラブ（インターナショナルクラブ）を前身とする。アメリカ人とイギリス人以外にフランス人・イタリア人などの会員がいた。
ユニオンクラブは居留地内の建物（はじめは31番地、次いで32番地、79番地（オリエンタルホテルの地下））に本拠を置いて活動。後にドイツ人の居留外国人を中心とする社交クラブ、クラブコンコルディアから、居留地内東遊園地の施設を購入し、神戸倶楽部という名称で活動するようになった。1890年（明治23年）にはクラブの施設をアレクサンダー・ネルソン・ハンセル設計の下、改築した。この施設にはボウリング場やビリヤード場などが備わっていた。
1909年（明治42年）、法務局に「神戸外国倶楽部」の名称で登記がなされた。1923年（大正12年）に関東大震災が発生すると外国企業の多くが関西に本拠を移し、クラブの会員数は大幅に増加した。
太平洋戦争が開戦するとクラブ施設は日本海軍に接収され、空襲により焼失した。1950年（昭和25年）に施設が再建されたが東遊園地にアメリカ領事館が建てられることになり、トアロードのトアホテル跡地に移転。新施設には神戸初のスカッシュコートが設置された。